# Onesia tariensis
Onesia tariensis este o specie de muște din genul Onesia, familia Calliphoridae, descrisă de Kurashashi în anul 1987. Conform Catalogue of Life specia Onesia tariensis nu are subspecii cunoscute.